# Зайцев, Алексей Константинович
Алексе́й Константи́нович За́йцев (1939—2009) — советский и российский историк, археолог, музейный работник.

## Биография
В 1964 году окончил исторический факультет МГУ имени М. В. Ломоносова по специальности историк-археолог. До 1966 года работал преподавателем истории в средней школе.
С 1966 по 1969 — научный сотрудник Государственного Исторического музея (ГИМ) в Москве. Первоначально научные интересы были сосредоточены на Тмутаракани под властью русских князей.
В дальнейшем ушёл из ГИМа в аспирантуру Института истории АН СССР, а по её окончания был зачислен в Институт истории на должность младшего научного сотрудника в сектор исторической географии. Там же в 1976 году защитил диссертацию и получил степень кандидата исторических наук. Темой диссертации (научный руководитель — В. Т. Пашуто) стало историко-географическое изучение Черниговского княжества.
В 1983 году перешёл на работу в отдел картографии ГИМ. С 1986 года — заведующий отделом картографии, с 2001 года — ведущий научный сотрудник отдела.
С 1980-х годов основным объектом исследования А. К. Зайцева стало Куликово поле на юге современной Тульской области — как исторический регион чернигово-рязанского порубежья, довольно скудно известный по письменным источникам. В изучении истории заселения Куликова поля (являвшегося в широком, средневековом, понимании протяжённым лесостепным регионом между верховьями Оки и Дона) А. К. Зайцева привлекали перспективы комплексного использования источников — археологических, письменных, картографических, данных топонимики. Обратившись к истории формирования летописных памятников Куликовского цикла, он привёл развёрнутую аргументацию в пользу датировки создания Летописной повести «О побоище иже на Дону» второй половиной 1385 года.
Итоги исследований на Куликовом поле и изучения знаменитого сражения — «Мамаева побоища» — подведены учёным в статьях сборника «Куликово поле и Донское побоище 1380 года» (2005).

## Основные работы
- Куликово поле и Донское побоище 1380 года: Сборник статей / Ред. коллегия: А. И. Шкурко, В. П. Гриценко, В. Л. Егоров, А. Н. Наумов, А. К. Зайцев (отв. ред.), М. И. Гоняный; Государственный Исторический музей. — М.: ГИМ, 2005. — 352 с. — (Труды Государственного Исторического музея. Вып. 150). — 1000 экз. — ISBN 5-89076-094-7. (в пер.)
- Зайцев А. К. Черниговское княжество X—XIII вв. / Карты В. Н. Темушева. — М.: Квадрига, 2009. — 232 с. — (Историко-географические исследования). — 1000 экз. — ISBN 978-5-91791-006-2. (в пер.)

Статьи
- Зайцев O. K. До питання про формування територій давньоруських князівств у ХІІ ст. (укр.) // Український історичний журнал. — 1974. — № 5. — С. 43—53. Архивировано 25 сентября 2024 года.
- Зайцев А. К. Черниговское княжество // Древнерусские княжества X—XIII вв. — М.: Наука, 1975. — С. 57—117.
- Зайцев А. К. К исторической географии южного пограничья Рязанского княжества в XII—XIV вв. // Научные чтения. Археология Рязанской земли / Тезисы докладов. — Рязань, 1988. — С. 46—47.
- Зайцев А. К., Фоломеев Б. А., Хотинский Н. А. Проблемы междисциплинарного изучения Куликова поля // Куликово поле: Материалы и исследования / Труды ГИМ. — Вып. 73. — М., 1990. — С. 3—9.